# لیگ ملی ۲ فوتبال گرجستان
لیگ ملی ۲ فوتبال گرجستان (گرجی: ეროვნული ლიგა ۲) دومین لیگ معتبر فوتبال در کشور گرجستان است که در سال ۱۹۹۰ بنیان‌گذاری شده و زیر نظر فدراسیون فوتبال گرجستان برگزار می‌شود.